# Joaquín Blake
Joaquín Blake y Joyes (Vélez-Málaga, 19 agosto 1759 – 27 aprile 1827) è stato un militare spagnolo distintosi durante le guerre rivoluzionarie francesi e la guerra d'indipendenza spagnola.

## Biografia

### Inizio della carriera militare
Di discendenza parzialmente irlandese (la madre era galiziana ed il padre irlandese), Blake nacque nel 1759 in una famiglia aristocratica. In gioventù partecipò ad azioni militari come tenente dei granatieri durante la guerra d'indipendenza americana, partecipando all'assedio di Gibilterra e nel 1783 alla riconquista di Minorca dai britannici.
Allo scoppio della guerra con i francesi nel 1793, Blake era capitano e partecipò all'invasione del Rossiglione con il generale Antonio Ricardos. Venne ferito nel 1794 durante la battaglia di San Lorenzo de la Muga.

### Guerra d'indipendenza spagnola
Le sue azioni militari gli valsero ulteriori promozioni ed all'inizio della guerra d'indipendenza spagnola, nel 1808, Blake era tenente generale. Gli fu assegnato il comando dell'esercito della Galizia della giunta suprema (43001 uomini che formavano l'ala sinistra lungo le montagne della Cantabria) durante l'invasione francese. Combatté contro la Grande Armata di Napoleone Bonaparte.
Blake e Cuesta furono sconfitti il 14 luglio a Medina de Rioseco. Dopo la ritirata generale francese propiziata dalla battaglia di Bailén, Blake si pose di fronte al nemico lungo il fiume Ebro. Il 31 ottobre il IV corpo del maresciallo Lefebvre attaccò i 19000 uomini di Blake presso Pancorbo, bloccando l'avanzata spagnola. Blake arretrò lentamente ed in ordine, evitando l'accerchiamento organizzato da Napoleone e la disfatta del fianco spagnolo.
Furioso, l'imperatore inviò Lefebvre e Victor all'inseguimento, e quest'ultimo ordinò di aggirare Blake e bloccargli la linea di ritirata. I francesi furono imprecisi, e si dispersero durante il tragitto. Il 5 novembre Blake sorprese di nuovo il nemico quando, nella battaglia di Valmaceda, si girò improvvisamente attaccando l'avanguardia francese con i suoi veterani, infliggendo una sonora sconfitta alla principale divisione del generale Vilatte. Un altro corpo francese si unì all'inseguimento, e Blake si diresse ad oveest per evitare l'accerchiamento.
Blake scelse di combattere di nuovo il 10 novembre ad Espinosa. Victor, deciso a vendicare l'umiliazione subita per mano di Blake, passò la giornata lanciando senza risultati la propria divisione contro gli spagnoli. Il giorno successivo un assalto francese ben coordinato sfondò il centro di Blake disperdendone l'intero esercito.
Nonostante Blake abbia perso solo 3001 uomini sul campo di battaglia, in migliaia si dispersero durante la ritirata disorganizzata. Consapevole del fatto che l'esercito di Galizia era irreparabilmente distrutto, Blake iniziò una marcia estenuante sulle colline ad ovest, distanziando gli inseguitori guidati da Soult. Il 23 novembre raggiunse Léon con soli 10 000 uomini. Il comando di quello che restava dell'esercito della Galizia passò al generale Pedro Caro.

#### Battaglia di Albuera
Nel 1810 Blake partecipò alla creazione di uno staff di generali che, negli anni conclusivi della guerra, iniziò a ridare coerenza alle operazioni militari spagnole. Gli scarsi risultati ottenuti sul campo di battaglia erano in gran parte dovuti alla letargia, alla cattiva gestione ed al mancato coordinamento dell'amministrazione militare.
Il 16 maggio 1811 Blake combatté i francesi nella battaglia di Albuera al fianco degli inglesi di William Beresford ed ai portoghesi. Gli spagnoli comandati da Blake difesero con successo il fianco alleato contro la fanteria francese, e lo stesso Blake si guadagnò la promozione a capitano generale.
Blake venne trasferito in Spagna orientale per combattere l'avanzata del maresciallo Suchet verso Valencia. Blake, dopo numerose sconfitte subite, finì bloccato in città con i suoi uomini, e si arrese l'8 gennaio 1812 assieme ai suoi 16000 soldati dopo un breve assedio. Si trattò della massima avanzata francese in Spagna orientale.

### Ultimi anni
Nel 1815 Blake fu nominato a capo dei genieri dell'esercito reale spagnolo. Blake morì nel 1827.